# Vršna domena
Svako računalo na Internetu ima svoju brojčanu adresu, koja se ovisno od standarda (IPv4 ili IPv6) sastoji od 4 ili 6 brojeva odvojenih točkama, no takav način označavanja nije primjeren ljudima, pa računala imaju i slovne adrese, u obliku:
ime_servera.domena.nastavak
Internetski nastavak može biti vršna domena neke zemlje, ili specifični nastavak koji nije vezan uz geografsku lokaciju. 

## Vršna domena zemlje
Vršna domena neke zemlje je specifični nastavak, koji nazivu (adresi) računala daju nacionalni prizvuk, te asociraju na geografsku pripadnost. Ovi nastavci odgovaraju oznakama zemalja prema standardu ISO-3166. Na primjer:
- .it za Italiju
- .at za Austriju
- .hr za Hrvatsku
- .de za Njemačku
- .au za  Australiju

## Internacionalni nastavci
Internacionalni nastavci čine vršne domene koje nisu vezane uz određenu zemlju, već prije prikazuju karakter web stranica koje su smještene na tom računalu. Najčešće se ove vršne domene nazivaju generičkim domenama. Na primjer:
- .com za komercijalne stranice
- .org za stranice organizacija i udruga
- .net za stranice određenih medijskih ili računalnih mreža

Osim ovih najpopularnijih (com, net, org) postoje i druge generičke domene, kao što su: 
- .info
- .name
- .biz
- .aero

Pod pritiskom industrije - ICANN, organizacija za definiciju i upravljanje nazivima domena - proširuje repertoar naziva vršnih domena, kako bi nazivi bolje odgovarali marketinškim potrebama određenih komercijalnih web stranica. Tako su otvorene i druge vršne domene, kao što su: .tel, .xxx, .sex, .cat, .jobs, .mobi, .post, .travel, itd.